# Портрет Дмитрия Владимировича Голицына
«Портрет Дмитрия Владимировича Голицына» — картина Джорджа Доу и его мастерской из Военной галереи Зимнего дворца, с авторским вариантом-повторением из собрания ГМИИ имени А. С. Пушкина.
Картина представляет собой погрудный портрет генерала от кавалерии князя Дмитрия Владимировича Голицына из состава Военной галереи Зимнего дворца.
К началу Отечественной войны 1812 года генерал-лейтенант князь Голицын находился в отставке и после назначения М. И. Кутузова главнокомандующим вернулся в строй, в Бородинском сражении командовал 1-й и 2-й кирасирскими дивизиями, далее он отличился в Тарутинском бою и при Красном. В Заграничных походах 1813—1814 годов командовал Резервным кавалерийским корпусом, отличился при Кульме и в Битве народов под Лейпцигом, после взятия Парижа получил чин генерала от кавалерии.
Изображён в генеральском мундире, введённом для кавалерийских генералов 6 апреля 1814 года, на плечи наброшена шинель. На шее крест ордена Св. Георгия 3-го класса; по борту мундира крест неопознанного ордена (А. А. Подмазо и Е. П. Ренне считают, что это Большой крест прусского ордена Красного орла, которым Голицын был награждён в 1807 году — в таком случае крест изображён с ошибкой: центральный медальон должен быть жёлтым с тёмно-синей окантовкой) и баварского Военного ордена Максимилиана Иосифа 2-й степени; справа на груди серебряная медаль «В память Отечественной войны 1812 года» на Андреевской ленте и бронзовая дворянская медаль «В память Отечественной войны 1812 года» на Владимирской ленте, кресты австрийского Военного ордена Марии Терезии 3-й степени и ордена Св. Иоанна Иерусалимского, звёзды орденов Св. Александра Невского и Св. Владимира 1-й степени, а также Кульмский крест. С тыльной сторны картины надписи: Pc Gallitzin и Geo Dawe RA pinxt . Подпись на раме: Князь Д. В. Голицын 1й, Генер. отъ Кавалерiи.
Обстоятельства создания этого портрета не установлены. Готовый портрет был принят в Эрмитаж 7 сентября 1825 года.
В 1840-е годы в мастерской И. П. Песоцкого с галерейного портрета была сделана литография, опубликованная в книге «Император Александр I и его сподвижники» и впоследствии неоднократно репродуцированная.
Существует ещё два авторских варианта галерейного портрета. Один из них почти полностью соответствует варианту из Эрмитажа, хранится в Большом Гатчинском дворце и имеет авторскую (?) подпись (с ошибкой в имени): Gio Dawe R. A. pinxit S. Petersbourg 1824 (холст, масло; 71,1 × 62,5 см; инвентарный № ГДМ-18-III); датируется 1819—1829 годами).
Более ранний вариант имеется в собрании Пушкинского музея в Москве (инвентарный № Ж-1291). Этот портрет имеет несколько меньшие размеры (67 × 58 см) и по-другому написана шинель с меховым воротником. Этот портрет датируется 1820 годом.
В январе 1823 года в Лондоне фирмой Messrs Colnaghi по заказу петербургского книготорговца С. Флорана была напечатана гравюра Генри Доу, снятая с варианта портрета, ныне находящемся в Пушкинском музее; один из сохранившихся отпечатков гравюры также имеется в собрании Эрмитажа (бумага, меццо-тинто, 65,5 × 47,8 см, инвентарный № ЭРГ-380). Поскольку образец для гравюры в Лондон доставлялся морем, а навигация в Санкт-Петербурге обычно прекращается в конце октября, то московский вариант портрета был написан до этого времени.

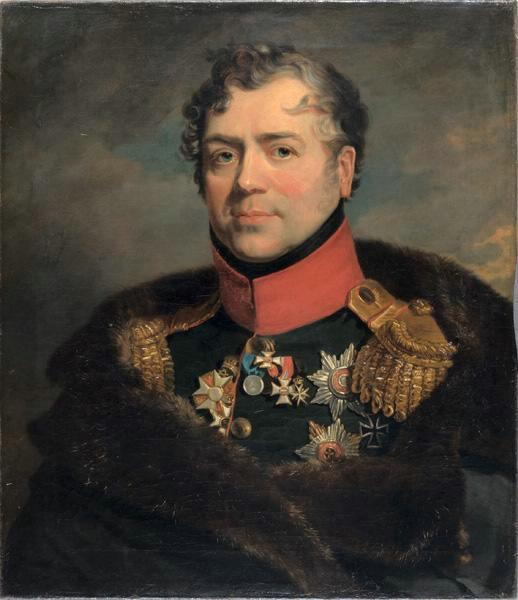
Вариант портрета из Пушкинского музея
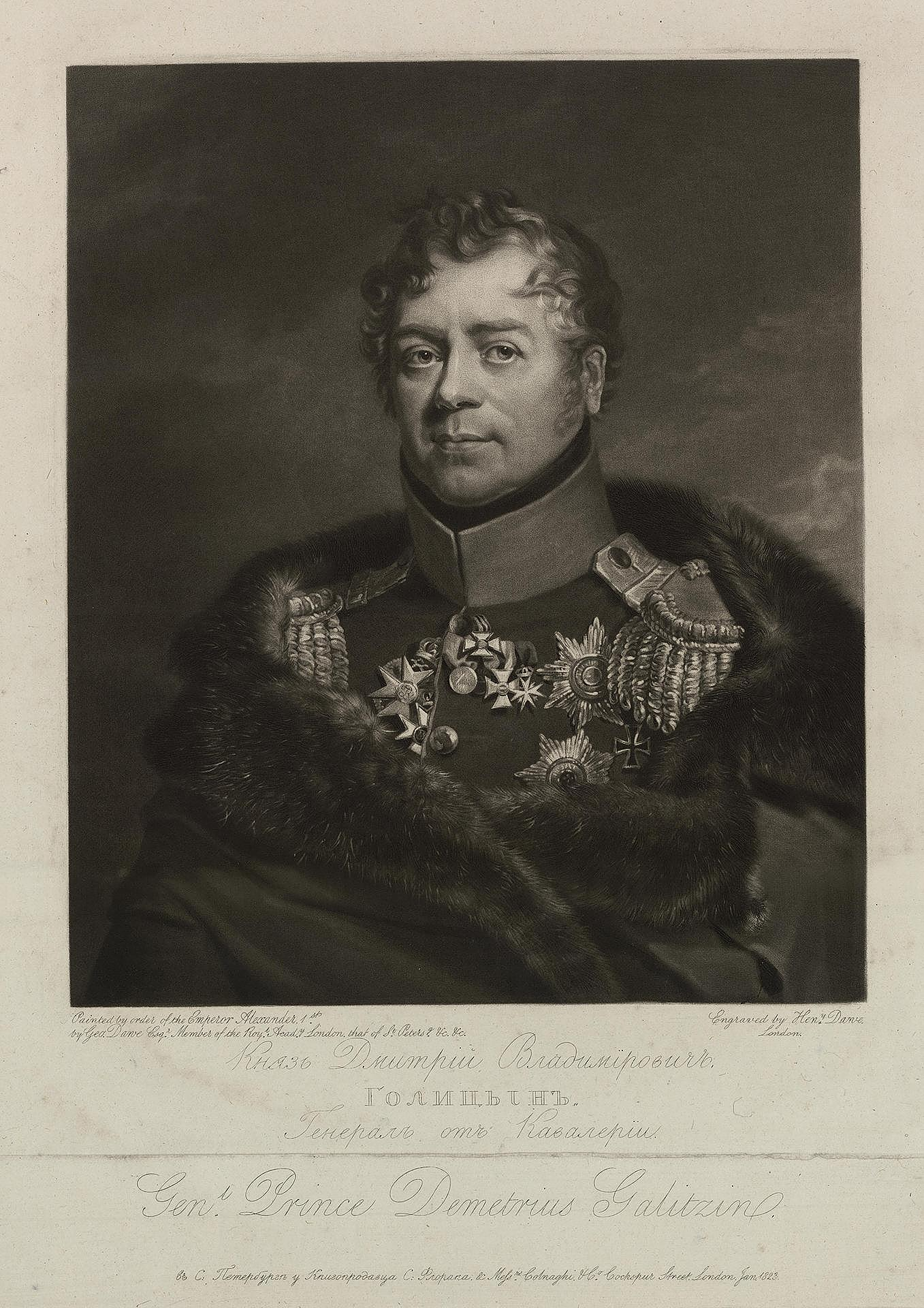
Гравюра работы Генри Доу